# Ostrov (Tulcea)
Ostrov es una comuna ubicada en el distrito de Tulcea, Rumania.

## Superficie
Posee una superficie de 44,14 kilómetros cuadrados.

## Demografía
Hasta 2021 la población era de 1764 habitantes, con una densidad de población de 39,96 habitantes por kilómetro cuadrado.